# Горње ливаде
Горње ливаде (познате и као Горње Сајлово или Шумице) су градска четврт Новог Сада.

## Положај насеља
Горње ливаде се налазе на северозападној периферији Новог Сада, између Индустријске зоне север на југу, Клисе на истоку, Римских шанчева на северу и атара села Руменка на западу.
Јужну границу насеља чини траса планираног продужетка улице Паје Радосављевића, источну границу чини улица професора Грчића, северну границу чини ауто-пут Суботица-Београд, док западну границу чини граница урбаног подручја Новог Сада односно железничка пруга.
У административном смислу, насеље припада месној заједници „Клиса“.

## Име и историја
За простор на коме се налази данашње насеље у употреби су три имена: Горње ливаде, Горње Сајлово и Шумице. Назив Горње Сајлово долази од имена средњовековног села Горње Сајлово, које се налазило нешто јужније од данашњег насеља Горње ливаде, на подручју данашње јужне Клисе. Према називу овог села, цео овај простор, укључујући и подручје данашњег насеља Горње ливаде, назван је Горње Сајлово.
Горње Сајлово (познато и као Горње Исаилово, Исаилово, Сајлово I или Сајлово) је било словенско насеље и помиње се 1237. године у повељи угарског краља Беле IV (у истој повељи се помиње и друго насеље под именом Доње Сајлово, које се налазило на подручју данашњег Сајлова). У народу постоји предање да је на Клисанском брегу некада постојао манастир, за који се везује и настанак имена Сајлово / Исаилово, по монаху исихасти овог манастира, Исаији. Овај монах је био веома поштован у народу, па је по њему простор добио име. Неки историјски извори потврђују да се у 12. веку источно од Руменке налазио велики манастир.
Насеље Горње Сајлово је први пут озбиљније страдало у 14. веку од татарских хорди, а затим и у време турско-угарских ратова у 16. веку. У доба турске владавине (16-17. век), Горње Сајлово се помиње као пустара на којој живе људи, али не у урбанизованом облику. Према турским подацима из 1554. године, Сајлово је имало три куће које су плаћале порез, док је према подацима из 1570. године број кућа на Сајлову које су плаћале порез износио седам. Овде се мора напоменути да су тадашњи турски пописи бележили искључиво хришћанско (српско) становништво које је било дужно да плаћа порез. Муслиманско становништво, за које се такође зна да је живело на овим просторима, било је ослобођено плаћања пореза, а порез нису плаћали ни неки Срби (уколико су, рецимо, били у турској служби), тако да је број становника насеља сигурно био већи.
Модерно насеље Горње ливаде почело је да се изграђује бесправно крајем 20. века. Према старијим генералним урбанистичким плановима Новог Сада, ово подручје је било предвиђено за простор специјалне намене и појас заштитног зеленила. Данас важећи генерални урбанистички план Новог Сада до 2021. године, уврстио је део овог локалитета у подручја предвиђена за индивидуално становање.

## Јавне установе
У северном делу насеља, на граници са насељем Клиса, налази се окружни затвор, у оквиру којег је саграђена православна црква.
2018. године Српска радикална странка покренула је иницијативу да насеље Горње ливаде добије своју месну заједницу.

## Саобраћај
Северну границу насеља Горње ливаде чини ауто-пут Суботица-Београд. 2016. године, кроз западни део насеља изграђена је последња деоница Булевара Европе, од Руменачког пута до ауто-пута Суботица - Београд. Ова деоница новог булевара повезала је ауто-пут и насеље Горње ливаде са западним деловима Новог Сада, јужно од канала Дунав-Тиса-Дунав, а она такође представља и бољу саобраћајну везу са насељима на западу - Руменком, Ветерником, Футогом и још даље Бачком Паланком. Јужно од Горњих ливада планирана је изградња продужетка улице Паје Радосављевића.